# Délégation de Pérouse

La délégation apostolique de Pérouse est une subdivision administrative de l’État pontifical instituée en 1816 par le pape Pie VII sur le territoire de l'Ombrie.

## Historique
Dans sa conformation définitive, elle confinait au nord avec la délégation d'Urbino et Pesaro, à l’est avec les délégations de Macerata et Camerino, au sud avec les délégations de Orvieto, Spolete et Viterbe, à l’ouest avec le Grand-duché de Toscane.
C’était une délégation de 2e classe qui, à la suite de la réforme administrative de Pie IX du 22 novembre 1850, a été fusionnée dans la légation de l'Ombrie (III Légation).
Après l’unification italienne et par l’application du décret Pepoli (13 décembre 1860), elle fut transformée en province de l'Ombrie, absorbant toutes les autres délégations de la région et la délégation d'Orvieto qui appartenait à la circonscription de Rome.

## Source de traduction
- (it) Cet article est partiellement ou en totalité issu de l’article de Wikipédia en italien intitulé « delegazione apostolica di Perugia » (voir la liste des auteurs) le 15/07/2012.